# Diphtherocome pallida
Diphtherocome pallida är en fjärilsart som beskrevs av Moore 1867. Diphtherocome pallida ingår i släktet Diphtherocome och familjen nattflyn. Inga underarter finns listade i Catalogue of Life.

## Bildgalleri

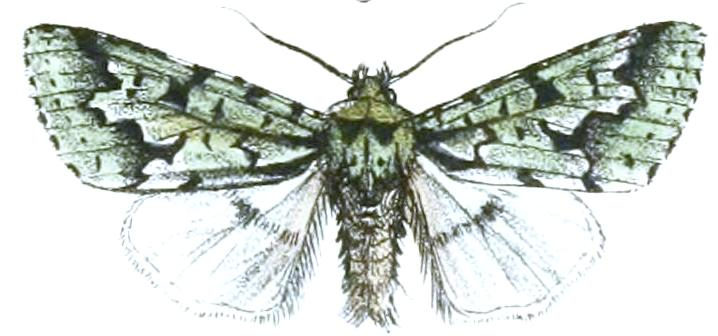